# 茹拉夫利夫卡 (巴爾區)
49°0′53″N 27°34′54″E / 49.01472°N 27.58167°E
茹拉夫利夫卡（烏克蘭語：Журавлівка），是烏克蘭的村落，位於該國西南部文尼察州，由日梅林卡區負責管轄，始建於1920年，面積23.4平方公里，海拔高度311米，2001年人口861，人口密度每平方公里367.9人。